# Bonavista

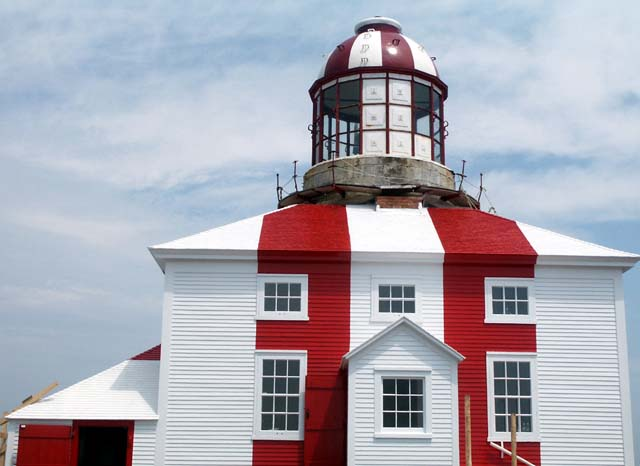
Farol de Bonavista

Bonavista é uma vila localizada na península de Bonavista, Terra Nova, na pronvíncia canadiana de Terra Nova e Labrador.
Ao contrário de muitos assentamentos costeiros na Terra Nova, Bonavista foi construída numa planície e não numa enseada, pelo que teve espaço para se expandir até à sua área actual de 31,5 quilómetros quadrados. Segundo o censo canadiano de 2006, a sua população era de 3 764 habitantes.